# Erika (série télévisée d'animation)
Erika (アイドル伝説えり子, Idol Densetsu Eriko) est une série télévisée animée japonaise en 51 épisodes de 22 minutes produite par Ashi Productions (maintenant Production Reed) et diffusée entre le 3 avril 1989 et le 26 mars 1990 sur TV Tokyo.
L'animé a été adaptée dans un manga de trois volumes par Ayumi Kawahara.
L'histoire d'Erika (Eriko en japonais) est basée sur la vie réelle de l'idole japonaise Eriko Tamura, qui fait la voix chantée du personnage principal.

## Histoire
Eriko Tamura est la fille unique du président de Tamura Productions, une célèbre société de musique, et de Minako Tamura, une ancienne chanteuse. Elle cultive un talent pour le chant depuis sa naissance et a toujours aimé ses parents, tous deux très actifs dans le monde des médias. Un jour, une tragédie frappe sa famille lors d'un terrible accident de voiture qui tue son père et plonge sa mère dans le coma. Maintenant Eriko, qui a tout juste 14 ans, doit chanter professionnellement, une carrière à laquelle ses parents s'opposaient. Les choses empirent lorsque son oncle, devenu son tuteur, s'attache à détruire sa carrière. Mais en dépit de toutes les difficultés, Eriko devient une idole et gagne les cœurs de tout le Japon.

## Distribution
Voix originales 
- Akiko Yajima : Eriko Tamura (田村 えり子) (dialogues)
- Eriko Tamura : Eriko Tamura (chants)

- Naoko Matsui : Rei Asagiri (朝霧 麗) (dialogues)
- Maiko Hashimoto : Rei Asagiri (chants)

- Yasunori Matsumoto : Shogo Ogi (阿木 星吾) (dialogues)
- Masahiko Arimachi : Shogo Ogi (chants)

- Takaya Hashi : Yūsuke Tamura (田村 雄介)

- Kumiko Takizawa : Minako Tamura (田村 美奈子) et narratrice

- Katsumi Suzuki : Ijūin (伊集院)

- Tomomichi Nishimura : Shinya Uchida (内田 真也)

- Shigeru Nakahara : Kazuki Uchida (内田 一樹)

- Ai Satou : Yuki Katsuragi (葛城 ユキ)

- Shozo Iizuka : Kosuke Tamura (田村 項介)

- Yoshiko Sakakibara : Ryoko Asagiri (朝霧 良子)

- Hiroyuki Shibamoto : Hiroshi Ôsawa (大沢 洋) (dialogues)
- Satoshi Katayama : Hiroshi Ôsawa (chants)

- Chieko Honda : Asami Yamagata

- Yasuko Nakata : Yoshino Takamori

- Nobuo Tanaka : Arthur Howard

Voix françaises
- Magali Barney : Erika Tamura, Frédérique (ép 35)

- Céline Monsarrat : Auréle (voix 1), Mlle Lacalasse, Frédérique (ép 28 et 31), Astor (ép 29)

- Hervé Rey : Richie, Kevin Henry, Mr Juin, Anthony

- Lucie Dolène : Mina Tamura, Marie, Alexandra, Aurèle (ép 17, 19 et 23), Astor (ép 35)

- Francis Lax : Narrateur, Coltan, Randon Tamura, Mr Henry (ép 45)

- Brigitte Morisan : Astor, Frédérique, Mina Tamura (ép 1), Auréle (voix 2)

- Jean-Louis Rugarli : Mr Henry, Manager d’Aurèle, Mr Juin (ép 2, 8 et 37)

- Jean-François Kopf : Collington, Mr Howard, Mr Lebon

- Gérard Berner  : Randon Tamura (ép 1 et 3)

- Françoise Pavy : Auréle (ép 20 à 21)

- Thierry Redler : Mr Henry (ép 48 et 50)

Dans la version française, seuls la plupart des chants a cappela ont été doublés. La chanson "Namida no Hanbun" dans l'épisode 8 a été remplacée par la chanson du générique français. Toutes les autres chansons sont restées en japonais.

## Chansons

### Génériques
- Opening : Namida no hanbun (涙の半分), de Eriko Tamura
- Ending 1 : Unchained Heart, de Maiko Hashimoto (ép. 1-50)
- Ending 2 : May be Dream, de Eriko Tamura (ép. 51)
- Générique Français : Erika, de Claude Lombard

### Insert Songs
- Namida no hanbun (涙の半分), de Eriko Tamura
- Locomotion Dream (ロコモーションドリーム), de Eriko Tamura
- Suki yo (好きよ), de Eriko Tamura
- Watashi wa soyokaze (私はそよ風), de Eriko Tamura
- May be Dream, de Eriko Tamura
- Shinken (真剣), de Eriko Tamura
- NEXT, de Eriko Tamura
- Process (プロセス), de Eriko Tamura
- Garnet densetsu (ガーネット伝説), de Eriko Tamura
- Soyokaze no prologue (そよ風のプロローグ), de Eriko Tamura
- Tsuretette (連れてって), de Eriko Tamura
- Unchained Heart, de Maiko Hashimoto
- TRUE LOVE, de Maiko Hashimoto
- PRECIOUS DAYS, de Maiko Hashimoto
- Ame no highway (雨のハイウェイ), de Maiko Hashimoto
- GLORIA, de Maiko Hashimoto
- My Song For You, de Maiko Hashimoto
- Rolling Night, de Maiko Hashimoto et Masahiko Arimachi
- WARRIOR, de Masahiko Arimachi
- Sayonara no natsu (さよならの夏), de Masahiko Arimachi
- MIDNIGHT CITY, de Masahiko Arimachi
- BLUE MOON ni terasarete (ＢＬＵＥ ＭＯＯＮに照らされて), de Satomi Katayama
- Bay-Side Junction, de Satomi Katayama